# Titularbistum Armentia
Armentia (lat.: Armentiensis) ist ein Titularbistum der römisch-katholischen Kirche.
Es geht zurück auf das im 9. Jahrhundert bestehende Bistum Armentia in Spanien, das zur Kirchenprovinz Vitória gehörte. Gegen Ende des 11. Jahrhunderts ging das Bistum Armentia im nach der christlichen Rückeroberung wieder erstarkten Bistum Calahorra auf.
Papst Franziskus stellte den Bischofssitz im Februar 2018 als Titularsitz wieder her. Im Januar 2020 wurde er erstmals vergeben.
| Titularbischöfe von Armentia |                     |                                   |                 |                  |
| Nr.                          | Name                | Amt                               | von             | bis              |
| 1                            | Vicente Juan Segura | Weihbischof in Valencia (Spanien) | 18. Januar 2020 | 11. Oktober 2024 |